# ۶۷۳ (میلادی)
۶۷۳ (میلادی) ششصد و هفتاد و سومین سال تقویم میلادی است.

## درگذشتگان
‎